# 格奥尔吉亚角
格奥尔吉亚角（俄语：Мыс Георгия）或遠友岬（日语：／ entomo misaki */?）是捷尔佩尼耶半岛东南部的海角，属萨哈林州波罗奈区。向东4公里是捷尔佩尼耶角，向北的海岸上分布着奥布希尔内角和皮亚塔角，西临捷尔佩尼耶湾，接近远友湖。它位于偏远地带，寻常的交通方式难以抵达。